# راؤول كوردوبا
راؤول كوردوبا (Raúl Córdoba) (مواليد 13 مارس 1924)، هو لاعب كرة قدم كان يلعب كحارس مرمى.

## وصلات خارجية
- راؤول كوردوبا على موقع الاتحاد الدولي (مؤرشف)  (الإنجليزية)
- راؤول كوردوبا على موقع قاعدة بيانات كرة القدم.إي يو (الإنجليزية)
- راؤول كوردوبا على موقع Soccerway.com (الإنجليزية)
- راؤول كوردوبا على موقع عالم كرة القدم.نت (الإنجليزية)